# Clément Beaud
Clément Beaud (ur. 7 grudnia 1980), kameruński piłkarz, występuje na pozycji defensywnego pomocnika.

## Kariera klubowa
Swoją piłkarską karierę zaczynał w Porcie Douala. W 2000 roku spadł z tym klubem z pierwszej ligi. W 2001 przeniósł się do Tonnerre Jaunde i zdobył wicemistrzostwo Kamerunu. Stamtąd wypatrzyli go szperacze Widzewa Łódź i piłkarz przeniósł się do Polski, gdzie grał przez dwa sezony. W 2003 roku Beaud został zawodnikiem litewskiego klubu, Vėtra Rūdiškės i w pierwszym sezonie gry zajął z nim 3. miejsce. W sezonie 2004 klub ten zmienił nazwę na Vėtra Wilno. Kameruńczyk rozegrał 14 meczów, a klub ten zajął 5. miejsce. W sezonie 2004/2005 Beaud wyjechał do Portugalii, by reprezentować barwy Académiki Coimbra, która ledwo utrzymała się przed w lidze, zajmując 14. miejsce. Następnie piłkarz przeniósł się do drugoligowego Moreirense FC, z którym spadł do 3 ligi. Następnie grał w: SC Esmoriz, Académico Viseu, SC Penalva, CD Operário, a od 2009 roku jest piłkarzem CD Cinfães.

## Kariera reprezentacyjna
Beaud ma za sobą występy w reprezentacji Kamerunu Under-23. W 2000 roku grał na Igrzyskach Olimpijskich w Sydney, kiedy to „Nieposkromione Lwy” pokonały Hiszpanię 5:3 w karnych, 2:2 w regulaminowym czasie. Warto dodać, że piłkarze z Afryki przegrywali 2:0 i musieli odrabiać straty, co im się udało. Decydującą jedenastkę o pierwszym złotym medalu dla swojego kraju na bramkę zamienił Pierre Womé. Tym samym został bohaterem meczu. Hiszpanie zajęli drugie miejsce, a trzecie przypadło zespołowi z Chile. Jak na razie to największy sukces w karierze Beauda.

## Kariera w liczbach
| Sezon   | Klub              | Kraj       | Flaga      | Rozgrywki         | Mecze | Bramki |
| ------- | ----------------- | ---------- | ---------- | ----------------- | ----- | ------ |
| 2000    | Port Douala       | Kamerun    | Kamerun    | Première Division | ?     | ?      |
| 2001    | Tonnerre Jaunde   | Kamerun    | Kamerun    | Première Division | ?     | ?      |
| 2001/02 | Widzew Łódź       | Polska     | Polska     | Ekstraklasa       | 6     | 0      |
| 2002/03 | Widzew Łódź       | Polska     | Polska     | Ekstraklasa       | 0     | 0      |
| 2003    | Vėtra Rūdiškės    | Litwa      | Litwa      | A lyga            | 8     | 0      |
| 2004    | Vėtra Wilno       | Litwa      | Litwa      | A lyga            | 14    | 0      |
| 2004/05 | Académica Coimbra | Portugalia | Portugalia | BWIN Liga         | 0     | 0      |
| 2005/06 | Moreirense FC     | Portugalia | Portugalia | Liga de Honra     | 28    | 0      |
| 2006/07 | SC Esmoriz        | Portugalia | Portugalia | III. liga         | 27    | 0      |
| 2007/08 | Académico Viseu   | Portugalia | Portugalia | III. liga         | ?     | ?      |
| 2008/09 | SC Penalva        | Portugalia | Portugalia | III. liga         | ?     | ?      |
| 2008/09 | CD Operário       | Portugalia | Portugalia | III. liga         | ?     | ?      |
| 2009/10 | CD Cinfães        | Portugalia | Portugalia | III. liga         | ?     | ?      |
| 2010/11 | CD Cinfães        | Portugalia | Portugalia | III. liga         |       |        |